# Eidothea hardeniana
Eidothea hardeniana, conocido en inglés como el nightcap oak, es un árbol de 30 m de alto en la familia Proteaceae descubierto en el año 2000 por el botánico Robert Kooyman. La planta está enlistada como especie en peligro de extinción.

## Distribución y hábitat
Conocido solo por el único arroyo de captación en la cadena Nightcap en el norte de  Nueva Gales del Sur en Australia. Solo existen alrededor de 100 plantas en la naturaleza que se conocen. Al menos una planta en cultivo se encuentra en los Jardines Botánicos de Sídney.

## Descripción
Los árboles de E. hardeniana tienen la corteza cubierta de líquenes característica de los bosques templados húmedos. Con frecuencia un anillo de brotes rodea la base de un árbol adulto, las hojas de renacimientos y plantones tienen dientes marginales espinosos, mientras las hojas adultas no tienen dientes.
Las flores son de color crema, se dan en racimos y tienen un olor parecido a anís.
Los frutos son grandes y redondeadas con una piel verde amarilla y una dura nuez adentro.
Los superficie de la nuez tiene nervaduras, una característica única en este género de la familia.
La semilla es un centro blanco y probablemente tiene compuestos cianogénicos como algunas especies de Macadamia. Esas toxinas no disuaden a los roedores de perforar la nuez dura y devorar las semillas, limitanto la regeneración esta planta. 